# وای سکستان

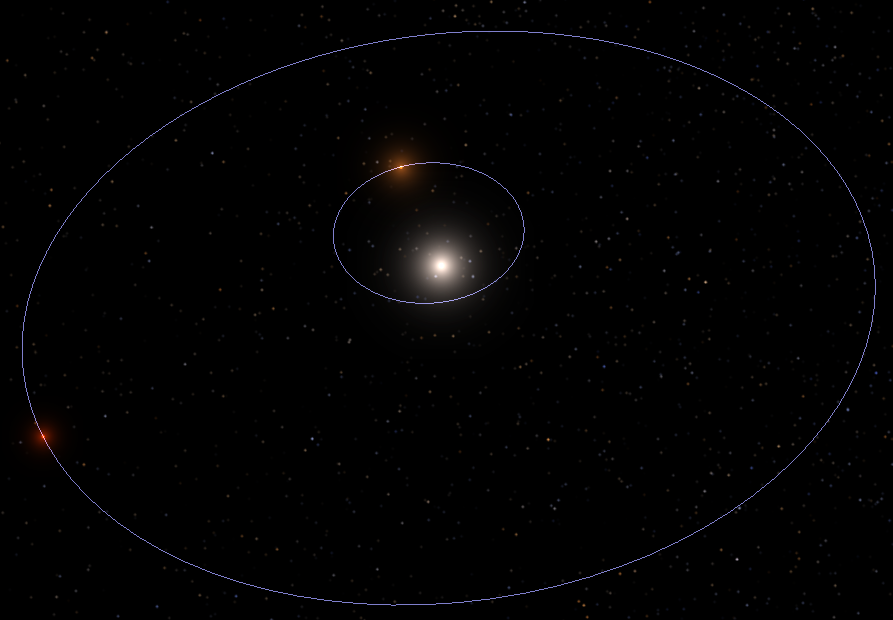
ظاهر طراحی‌شدهٔ ساختار «وای سکستان»

وای سکستان یک ستاره است که در صورت فلکی سکستان قرار دارد.